# Blindheim
Blindheim település Németországban, azon belül Bajorországban. Lakosainak száma 1863 fő (2023. december 31.).

## Népesség
A település népessége az elmúlt években az alábbi módon változott:
| Lakosok száma | 714  | 955  | 874  | 1620 | 1713 | 1686 | 1675 | 1690 | 1779 | 1863 |
|               | 1875 | 1950 | 1975 | 1987 | 2012 | 2014 | 2016 | 2017 | 2021 | 2023 |